# George Kojac
George Kojac   (Nova York, 2 de març de 1910 - Fairfax, 28 de maig de 1996) va ser un nedador estatunidenc que va competir durant les dècades de 1920 i 1930.
El 1928 va prendre part en els Jocs Olímpics d'Amsterdam, on va disputar tres proves del programa de natació. Va guanyar la medalla d'or en els 100 metres esquena i els 4x200 metres lliures, formant equip amb Austin Clapp, Walter Laufer i Johnny Weissmuller; mentre fou quart en els 100 metres lliures.
Kojac era fill d'immigrants ucraïnesos. Estudià al DeWitt Clinton High School, i va aprendre a nedar a East River, a Nova York. El 1931 es va graduar a la Universitat Rutgers i no va poder participar en els Jocs Olímpics de 1932 pels seus estudis a la Columbia Medical School. Durant la seva carrera de natació va establir 23 rècords del món. El 1968 va ser incorporat a l'International Swimming Hall of Fame.